# ダラーメ・マレム・ドイ
ダラーメ・マレム・ドイ（Drame Mareme Ndoye、1997年10月27日 - ）は、セネガルの女子バスケットボール選手である。ポジションはセンター。Wリーグの山梨クィーンビーズ所属。

## 来歴
倉敷翠松高校に留学し全国大会出場。
日本経済大進学後、インカレ6位。
2020年、日立ハイテク クーガーズにアーリーエントリーを経て加入。
2025年、日立ハイテクを退団。山梨クィーンビーズに移籍。